# 熱血電波倶楽部
『熱血電波倶楽部』（ねっけつでんぱくらぶ）は、スターチャイルド（キングレコード）がスポンサーとなったアニラジ番組およびテレビアニメ番組枠の名前。ねっけつでんぱくらぶっと勢いの良い声優陣の絶叫がタイトルコールであった。

## アニラジ
1991年（平成3年）11月17日から1995年（平成7年）3月26日までラジオ関西で、また一時期東海ラジオでも放送（1992年4月11日から1993年1月30日まで、翌週以降は後述の『林原めぐみのTokyo Boogie Night』のネットに切替）されていた15分のアニラジ番組。
スポンサーのスターチャイルド系列のアニメに関連したラジオドラマを放送。また、ラジオドラマを編成しない回は「DJスペシャル」としてトークのみで15分間進行した。
ラジオ関西のみスポンサーがアニメイト（当時の関西地区運営会社はコアデ企画）との2社体制だった。

### 『林原めぐみのTokyo Boogie Night』との関係
1992年（平成4年）にTBSラジオで放送開始された『林原めぐみのTokyo Boogie Night』は当番組のラジオドラマパートを後半に、それ以外のパートは林原めぐみのトークを編成することで30分の番組として開始された経緯がある。
このため、先述のDJスペシャルとなる回は『林原めぐみのTokyo Boogie Night』ではDJスペシャルの出演者ではなく林原のトークを30分間放送する「30分丸々DJスペシャル」として編成されていた。
放送開始当初は単にラジオドラマのコーナーとして放送されていたが、上記の単独番組の放送終了後にラジオドラマパートのコーナータイトルとして「熱血電波倶楽部」の名を引き継いで2000年（平成12年）2月6日まで放送が続いた。
『林原めぐみのTokyo Boogie Night』はラジオドラマパート終了後も林原のトークのみで編成される30分の番組として継続されており、2024年の時点で放送期間32年、放送回数1700回を超える長寿番組となっている。

### ラジオドラマ
番組にて放送されていたラジオドラマの一覧。
- 『熱血電波倶楽部』のみで放送
  - NG騎士ラムネ&40EX2 ユラユラ銀河帝国大混戦!
- 『熱血電波倶楽部』と『林原めぐみのTokyo Boogie Night』で放送
  - 流星機ガクセイバー
  - 万能文化猫娘
  - 電脳天使COMPILER・FX
  - 影技 -SHADOW SKILL-
  - NG騎士ラムネ&40DX ワクワク時空 炎の海賊版
  - ふぁんたじあ
  - 宇宙の騎士テッカマンブレードII
  - BOUNTY DOG
  - GS美神 囚われのおキヌ
  - 女神天国
  - 銀河お嬢様伝説ユナ
- 『林原めぐみのTokyo Boogie Night』のみで放送
  - それゆけ!宇宙戦艦ヤマモト・ヨーコ
  - 新海底軍艦
  - BLUE SEED
  - 新機動戦記ガンダムW BLIND TARGET
  - ジャングルDEいこう!
  - それゆけ!宇宙戦艦ヤマモト・ヨーコII
  - フォトン
  - ワイルドハーフ
  - ハイスクール・オーラバスター
  - アキハバラ電脳組

## テレビアニメ
2002年（平成14年）7月4日から同年12月26日までテレビ東京で放送されていた30分のアニメ番組枠。放送時間は毎週木曜 2:35 - 3:05 （日本標準時）。『陸上防衛隊まおちゃん』と『朝霧の巫女』の2本立てで、この2作品の終了をもって枠自体も終了した。同名のラジオ番組との共通点は、スターチャイルドがスポンサーであることと、林原めぐみが声の出演をしていることぐらいである。
翌2003年（平成15年）には首都圏の独立局、サンテレビ、新潟テレビ21で再放送された。テレビ大阪では未放送だったため、関西地区ではサンテレビでのオンエアが初の放送となった。新潟テレビ21では唯一の全日帯での放送で、放送作品それぞれが単独番組として放送されていた。
『陸上自衛隊まおちゃん』に関しては後年、オープニングとエンディングをリニューアルした上で2話連続放送のUHFアニメ形態でアンコール放送されたが、この枠名は使用されなかった。